# Spedaletto di Sant'Eligio dei Maniscalchi
Lo spedaletto di Sant'Eligio dei Maniscalchi, detto anche di San Lò, era un'antica istituzione assistenziale di Firenze, situata in via San Gallo 61, per la cura e la mutua assistenza dei confratelli della Compagnia di Sant'Eligio dei Manescalchi. 

## Storia
Sant'Eligio di Noyon, detto a Firenze "sant'Elò" o "san Lò" (dal francese Eloi) era il protettore dell'Arte dei Fabbri e delle professioni degli orefifici, maniscalchi e calderai, che erano organizzate in apposite confraternite dal carattere "professionale".
I fabbri e i maniscalchi fondarono nel 1370 un piccolo ospedale per i propri confratelli infortunati o troppo anziani per lavorare, in un terreno del monastero di Santa Lucia in via San Gallo, spostato nel 1506 un po' più a sud sull'altro lato della strada, vicino all'imbocco di via delle Ruote. Dotato di indulgenza da Eugenio IV per chi ne visitasse l'oratorio, dava ricovero anche ai pellegrini di passaggio, fino a un massimo di tre giorni. 
Nel 1542, con molti altri ospedali e ospedaletti fiorentini, fu posta sotto la pertinenza dei Capitani del Bigallo. Nel 1750 fu soppresso, con effetto dal 25 gennaio 1751, e i locali furono messi all'incanto e riacquistati dalla Compagnia dei Manioscalci, che tuttavia fu soppressa nel 1785. Vennero allora ridotti a civile abitazione. Resta in via san Gallo 61 una rappresentazione di Sant'Eligio col Miracolo della zampa di cavallo riattaccata; la figura di Sant'Eligio resta anche in una casa che la Compagnia dava a pigione in via delle Ruote 6.